# Nicolae Ciucă
Nicolae Ionel Ciucă (Plenița, 7 februari 1967) is een Roemeens politicus en generaal-buiten-dienst van de Roemeense landstrijdkrachten. Van november 2021 tot juni 2023 was hij de premier van Roemenië, een functie die hij in december 2020 ook al kortstondig bekleedde. Tussen juni 2023 en februari 2025 was hij voorzitter van de Roemeense senaat. Tevens was hij voorzitter van de liberale PNL.

## Loopbaan
Ciucă was als commandant van het 26ste infanterie-bataljon (ook wel bekend als de rode schorpioenen) betrokken bij de gevechten rondom Nasiriyah tijdens operatie Acient Babylon in Irak in mei 2004. Dit was de eerste keer sinds de Tweede Wereldoorlog dat Roemeense soldaten actief betrokken waren bij gevechten. Op 25 oktober 2010 werd hij gepromoveerd tot generaal. In 2015 werd hij hoofd van de generale staf van de Roemeense strijdkrachten voor een periode van vier jaar. Dit werd door president Klaus Johannis met een jaar verlengd, tot ongenoegen van zittend premier Viorica Dăncilă.

#### Minister en premier
In november 2019 werd Ciucă minister van Defensie in de Roemeense regering, het toenmalige kabinet-Orban. Hij was op dat moment nog partijloos, maar in de aanloop naar de parlementsverkiezingen van 2020 werd hij in oktober van dat jaar lid van de Nationaal-Liberale Partij (PNL). 
Nadat premier Orban in december 2020 aftrad wegens de slechte verkiezingsresultaten, was Ciucă  tijdelijk premier totdat de minister van financiën Florin Cîțu werd verkozen in die functie. Nicolau Ciucă werd ook in diens kabinet minister van Defensie. Nadat het kabinet van Cîțu in oktober 2021 uiteen viel, werd Ciucă eerst voorgesteld om namens de PNL een minderheidskabinet te vormen samen met UDMR. Toen bleek dat dit kabinet geen steun zou krijgen vanuit het parlement, werd de sociaaldemocratische PSD bij de onderhandelingen betrokken. Daarop werd Ciucă op 25 november 2021 premier van een brede coalitie. In het regeerakkoord werd afgesproken dat Ciucă halverwege de regeringstermijn plaats zou maken voor een premier namens de PSD. In juni 2023 werd het premierschap inderdaad overgedragen aan PSD-leider Marcel Ciolacu. Ciucă werd vervolgens benoemd tot voorzitter van de Roemeense Senaat.

#### Partijvoorzitter
Op 2 april 2022 stapte Florin Cîțu onder druk van partijgenoten op als partijleider van de PNL, slechts zes maanden nadat hij de leiderschapsverkiezingen had gewonnen. Na een 8-daagse interim voorzitterschap van Gheorghe Flutur werd Ciucă aangesteld als partijvoorzitter. Ciucă was de enige kandidaat en de statuten moesten aangepast worden omdat hij eigenlijk te kort lid van de partij was.

#### Presidentsverkiezingen
Op 8 september 2024 presenteerde hij zijn biografie În slujba Țării (In dienst van het land) en enkele dagen later werd hij officieel voorgedragen als presidentskandidaat namens de PNL voor de presidentsverkiezingen van 2024. In de eerste ronde werd hij vijfde en behaalde daarmee het slechtste resultaat voor de PNL sinds de revolutie. Deze ronde werd echter ongeldig verklaart vanwege beschuldigingen van fraude aan het adres van de winnaar Călin Georgescu. Nicolae Ciucă stapte daarop op als partijvoorzitter en gaf na enkele dagen ook zijn voorzitterschap op van de senaat. Bij de tweede poging schoof PNL in samenwerking met de pas aangetreden regeringscoalitie Crin Antonescu naar voren als presidentskandidaat.